# Фазовий кут (астрономія)
Фазовий кут (англ. Phase angle) — кут між падаючим на спостережуваний об'єкт світлом і розсіяним від об'єкта світлом, отримуваним спостерігачем. У межах астрономічних спостережень зазвичай є кутом Сонце-об'ект-спостерігач.
Для спостерігачів на Землі кут «Сонце-об'єкт-Земля» приблизно дорівнює куту «Сонце-об'єкт-спостерігач», відмінність між ними залежить від добового паралаксу. У разі спостережень Місяця ця різниця може становити близько 1° (близько двох діаметриів повного Місяця). У випадку ж планет Сонячної системи ця різниця через добовийпаралакс є зовсім малою. Однак, з розвитком космічних польотів поняття фазового стало більш загальним, бо тепер спостерігач (космічний апарат) може перебувати далеко від Землі.
Фазовий кут змінюється від 0° до 180°. Значення 0° відповідає положенню, при якому освітлювальний об'єкт, спостерігач і спостерігається об'єкт знаходяться на одній прямій, при цьому спостерігач і освітлювальний об'єкт розташовані з одного боку від об'єкта, що спостерігається. Така конфігурація називається протистоянням. Значення 180° відповідає розташування об'єкта, що спостерігається між освітлюючим об'єктом і спостерігачем; така конфігурація називається з'єднанням.
Для деяких об'єктів, таких як Місяць (див. фази Місяця), Венера та Меркурій, фазовий кут при спостереженні із Землі може набувати будь-яких значень в інтервалі 0–180°. У верхніх планет інтервал значень фазових кутів вужчий. Наприклад, для Марса максимальне значення фазового кута дорівнює 45° для наземного спостерігача.
Видимий блиск об'єкта є функцією фазового кута. Зазвичай ця функція гладка, за винятком опозиційного піку поблизу 0°, який спостерігається у безатмосферних тіл і тіл з відносно прозорою атмосферою, але не у планет з протяжною атмосферою. Також гладкість може порушуватися поблизу 180°. Залежність блиску від фазового кута називають фазовою кривою.